# ماشین بیهوشی
دستگاه بیهوشی یا ماشین بیهوشی یا دستگاه بویل، توسط متخصص بیهوشی یا پرستار بیهوشی جهت حفظ بیهوشی در هنگام عمل جراحی استفاده می‌شود. رایجترین نوع دستگاه بیهوشی که در حال حاضر در سراسر دنیا گسترده شده و در حال استفاده است ماشین بیهوشی با جریان پیوسته است، که طراحی شده تا بتواند میزان ثابت و دقیقی از مخلوط گازهای طبی (مانند اکسیژن یا دی نیتروژن مونوکسید) را با میزان ثابتی از گازهای بیهوشی (مانند ایزوفلوران) ترکیب کرده و در نهایت با یک جریان و فشار ثابت و به شکل امن تحویل بیمار دهد.
ایده اصلی ماشین بیهوشی فعلی توسط متخصص بیهوشی اهل بریتانیا به نام هنری ادموند گاسکین بویل در ۱۹۱۷ مطرح و ابداع شد. تا قبل از آن متخصصین بیهوشی تمام تجهیزات و وسایل لازم را با خود حمل می‌کردند اما توسعه این وسایل باعث شده بود این ابزار هر روز سنگین تر شده و حمل نقل آن سخت شود. کپسول گاز بزرگ و همچنین تجهیزات راه هوایی که به‌طور فزآینده‌ای پیچیده بودند و وجود این مشکلات نشان می‌داد که ادامه این وضعیت در تمام موقعیتها قابل انجام نبوده در صورتی که دستگاه بیهوشی روی چهارچرخ ضد استاتیک که برای حمل و نقل مناسب است نصب شده‌است.
در شرایط خاص ممکن است دستگاه بیهوشی ساده‌تر استفاده شود. به عنوان مثال دستگاه بیهوشی TriService یک سیستم تحویل بیهوشی ساده بوده که برای استفاده در نیروهای مسلح بریتانیا اختراع شده‌است. این وسیله سبک و قابل حمل بوده و حتی زمانی که گازهای طبی در دسترس نیست به طرز مؤثری قابل استفاده است. این وسیله دارای یک دریچه یک طرفه بوده که هوای محیط را به درون خود کشیده و با اکسیژن که از کپسول وارد دستگاه می‌شود غنی می‌کند.
هنوز هم در هند تعداد زیادی از دستگاه بیهوشی مدل draw-over استفاده می‌کنند که به وسیله آن مخلوط هوا و اتر را با اکسیژن غنی کرده و به بیمار می‌رسانند، اما با ظهور دستگاه کوتر احتمال انفجار این مخلوط گازی بالا بوده که موجب شده‌استفاده از این دستگاه با خطراتی همراه باشد.
در دندانپزشکی نمونه ساده شده ماشین بیهوشی مورد استفاده است که در آن ونتیلاتور و دستگاه تبخیرکننده وجود ندارد و در اصل به عنوان ماشین بی دردی نسبی نامیده می‌شود. با استفاده از این ماشین دندانپزشک می‌تواند مخلوطی از گاز اکسیژن و دی نیتروژن مونوکسید را برای بیمار استفاده کند تا بیمار در حین کار آرام بوده و درد نداشته باشد.

## اجزا ماشین بیهوشی
دستگاه بیهوشی مدرن شامل اجزای زیر است:
- اتصال به منبع مرکزی (سانترال) اکسیژن بیمارستان و همچنین اتصال به منبع دی نیتروژن مونوکسید و منبع هوا مرکزی
- اتصال به کپسول ذخیره هوا، اکسیژن و دی نیتروژن مونوکسید که هرکدام با اتصالات اختصاصی به دستگاه متصل هستند.
- دکمه Flush که اکسیژن را با جریان ۳۰ تا ۷۵ لیتر در دقیقه فراهم می‌کند.
- فشارسنج، تنظیم‌کننده و یک دریچه pop-off که اجزا دستگاه و بیمار را از وارد شدن اکسیژن با فشار بالا و صدمه دیدن محافظت می‌کند.
- جریان سنج اکسیژن و هوا و دی نیتروژن مونوکسید
- تبخیرکننده دقیق که میزان دقیقی از داروهای بیهوشی استنشاقی را فراهم می‌کند.
- ونتیلاتور که بیمار را در حین بیهوشی تهویه می‌کند.
- یک آمبوبگ دستی که در ترکیب با یک دریچه تنظیم فشار قرار دارد و در زمان نیاز مورد استفاده قرار می‌گیرد.
- سیستم نظارت و کنترل گازهای دمی و بازدمی بیمار
- سیستمی برای مانتیورینگ بیمار از جمله پایش میزان تپش قلب، مشاهده نوار قلب و تعیین فشارخون و میزان اشباع اکسیژن در خون شریانی وجود داشته باشد. در بعضی از دیگر از دستگاه‌های بیهوشی موارد بیشتری از جمله کاپنوگرافی و دما سنج نیز تعبیه شده‌است.

## ویژگی‌های ایمنی در ماشین بیهوشی مدرن
بر اساس تجاربی که از خطاهای گذشته بدست آمده دستگاه‌های بیهوشی مدرن چند ویژگی جهت بالا بردن امنیت مجهز شده‌اند که عبارتند از:
- اخطار ناشی از افت فشار اکسیژن (به اختصار OFWD): در ماشینهای قدیمی یک وسیله پنوماتیک به نام سوت ریچی قرار داشت، زمانی که فشار اکسیژن به میزانی کمتر از ۳۶ پوند بر اینچ مربع برسد شروع به سوت زدن می‌کند اما در دستگاه‌های جدیدتر به جای آن قطعه یا حسگر الکترونیکی قرار داده شده‌است.
- قطع‌کننده جریان گاز دی نیتروژن مونوکسید (به اختصار OFPD): جریان گاز طبی دی نیتروژن مونوکسید به صورت کامل به فشار اکسیژن وابسته است. این مکانیزم در سطح تنظیم‌کننده اکسیژن انجام می‌شود. اساس آن بدین شکل است که تنظیم‌کننده جریان دی نیتروژن مونوکسید کاملاً به تنظیم‌کننده جریان اکسیژن وابسته است. به عنوان مثال زمانی که جریان اکسیژن قطع است جریان هیچ گاز دیگری برقرار نخواهد شد.
- اخطار مخلوط گازی هیپوکسیک: این مکانیزم از تحویل مخلوط گازی که میزانی کمتر از ۲۱ تا ۲۵ درصد اکسیژن داشته باشد جلوگیری خواهد کرد. در دستگاه‌های مدرن غیرممکن است که بتوان مخلوط گازی بدون اکسیژن به بیمار داد. در این دستگاه‌ها اکسیژن به‌طور خودکار به جریان گاز تازه افزوده خواهد شد حتی اگر متخصص بیهوشی تصمیم بگیرد به بیمار دی نیتروژن مونوکسید ۱۰۰ درصد بدهد.
- اخطار دستگاه تهویه مکانیکی: زمانی که فشار راه هوایی بالا یا پایین‌تر از حد استاندارد باشد دستگاه اخطار می‌دهد.
- وجود یک قفل بین دو تبخیرکننده: این مکانیزم جهت جلوگیری از تجویز هم‌زمان دو داروی بیهوشی استنشاقی در دستگاه بیهوشی قرار داده شده‌است.
- قرار دادن پین‌های اختصاصی به قسمت اتصال کپسول‌های گاز و دستگاه: اینکار باعث می‌شود نتوان کپسول‌های اشتباه را به دستگاه وصل کرد.
- NIST یا سیستم ایمنی بر اساس قطر (DISS): با استفاده از این سیستم قطر لوله‌های ورودی به دستگاه بر اساس اینکه حاوی چه نوع گازی باشند تفاوت دارد.
- شیر اتصالی به شیلنگ‌های دستگاه بیهوشی غیرقابل تعویض و اختصاصی هستند. در نتیجه احتمال تعویض اشتباه شیر یک شیلنگ از بین خواهد رفت.

تمام عملکردهای ماشین بیهوشی باید هربار توسط استفاده‌کننده از دستگاه چک شود، همچنین ماشین بیهوشی و تمام وسایل جانبی آن باید به صورت دوره‌ای چک و کالیبره شود. ممکن است ماشینهای قدیمی بعضی از ویژگی و اصلاحاتی که ماشینهای جدیدتر دارند را نداشته باشند. با این حال دستگاه‌های قدیمی طوری طراحی شده بودند که بدون نیاز به جریان برق و با استفاده از فشار هوا کار کنند در صورتی که دستگاه‌های جدید با جریان برق کار کرده و یک باتری پشتیبان دارند اما اگر این باتری هم خالی شود دستگاه از کار خواهد افتاد.
در هرصورت دستگاه‌های بیهوشی مدرن همچنان اصول قدیمی کار دستگاه‌های بویل را حفظ کرده‌اند.
توصیه شده که قبل از هربار استفاده از ماشین بیهوشی دو نفر دستگاه را چک کنند، این کار باعث می‌شود میزان خطرات و عوارض در حد بالایی کاسته شود.